# Gordana Čeko Zeitz
Gordana Čeko Zeitz (geboren als Gordana Čeko, * 30. November 1944 in Šibenik; † 2. Oktober 2022) war eine jugoslawische bzw. kroatische Schauspielerin.

## Leben
Gordana Čeko Zeitz wuchs in Šibenik auf.

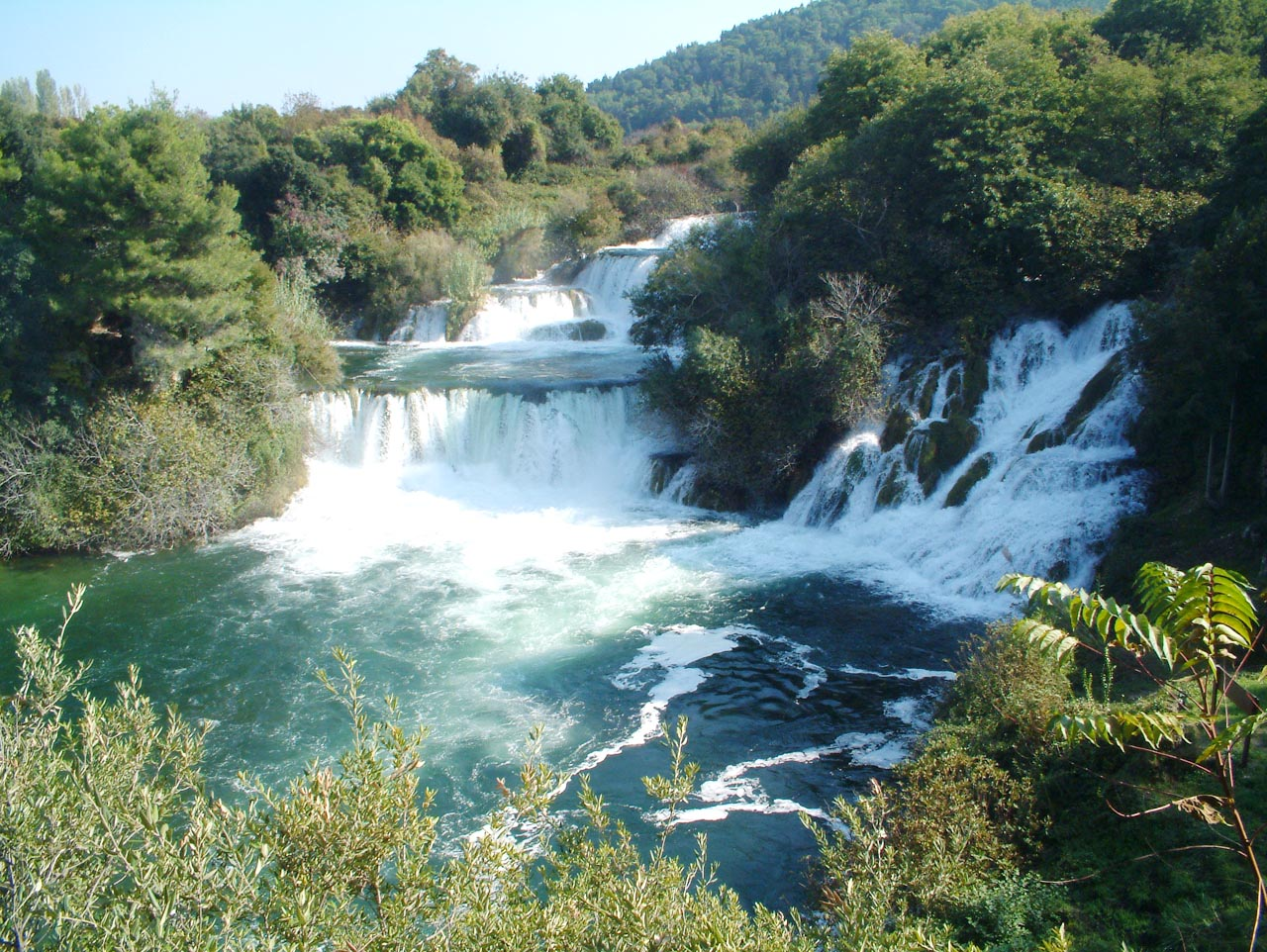
Der Wasserfall Skradinski buk, von dem sie sprang

Sie wirkte in der Karl-May-Verfilmung Old Shatterhand im Jahr 1964 als Double der von Daliah Lavi gespielten Paloma mit. In einer Szene sprang sie von einem Felsen aus nackt in den Krka-Fluss. Ursprünglich wollte Lavi den Stunt selbst ausführen, erkrankte dann jedoch. Zeitz-Čeko befand sich bei einem Einkaufsbummel in der Innenstadt von Šibenik und wurde währenddessen von einem deutschen Filmproduzenten auf der Straße angesprochen und wegen ihrer auffallend großen äußerlichen Ähnlichkeit mit Lavi kurzerhand für den Film verpflichtet. Für ihren Auftritt bekam sie eine Gage von 1.000 D-Mark. Später wirkte sie an weiteren Szenen des Films mit. Da sie selbst Angst hatte, musste erst ein Statist springen um ihr zu beweisen, dass es ungefährlich ist. Als der Film dann in ihrem Heimatort gezeigt wurde, bestach sie den Filmvorführer, damit er die Nacktszene aus dem Film schneidet. Ihr Bruder erfuhr es trotzdem und sie bekam  von ihm eine Ohrfeige.
Nach ihrem Filmdebüt begann sie ihre Karriere als Model und spielte kurzzeitig im Theater in Šibenik (Kroatien). Anschließend ging sie nach Deutschland, wo sie in Hörspielen mitwirkte und Mitglied des Schauspielensembles der Wuppertaler Bühnen war. Nachdem sie Mutter geworden war, beendete sie ihre Schauspielkarriere vorübergehend. Als die Kinder erwachsen waren, nahm sie diese nur kurzfristig wieder auf, um anschließend bei der kroatischen Nachrichtenredaktion des Radios der Deutschen Welle zu arbeiten. 1996 wirkte sie unter dem Namen Gordana Zeitz im Film Müde Weggefährten in der Rolle der Marjana mit. Der Film wurde am 25. Oktober 1996 auf dem Filmfestival Internationale Hofer Filmtage uraufgeführt. Es folgten weitere, internationale Aufführungen am 9. September 1997 beim Toronto International Film Festival oder am 28. November 1997 auf dem Thessaloniki International Film Festival.
Gordana Čeko Zeitz war mit einem Deutschen verheiratet und hatte zwei Kinder. Sie selbst wohnte später wieder in Kroatien unweit des Drehorts, über den sie gelegentlich Reisegruppen führte. Anfang Oktober 2022 verstarb sie nach kurzer Krankheit im Alter von 77 Jahren. Sie wurde in Dubrava beigesetzt.

## Rezeption
Die Zeitung ihres Heimatortes Šibenik, Šibenik News, schrieb, sie habe mit der Szene „ewigen Weltruhm“ erreicht. Die Szene sei „in die Geschichte eingegangen“.

## Filmografie
- 1964: Old Shatterhand
- 1996: Müde Weggefährten